# Lopal
Lopal, parfois orthographié Lopale, est une commune rurale située dans le département de Koper de la province de l'Ioba dans la région Sud-Ouest au Burkina Faso.

## Géographie
Lopal se trouve à 5 km au nord-est de Koper et à environ 18 km à l'est de Dano, le chef-lieu provincial.

## Économie
Le village a relancé en 2014, avec l'autorisation de la Direction générale des mines et de la géologie du Burkina Faso, l'orpaillage traditionnel sur son territoire en accordant une concession d'un kilomètre carré devant être exploitée dans les règles de sécurité (sans explosif et produits chimiques) et de droit du travail (interdisant notamment celui des moins de dix-huit ans).

## Santé et éducation
Le centre de soins le plus proche de Lopal est le centre de santé et de promotion sociale (CSPS) de Mémer tandis que le centre médical avec antenne chirurgicale (CMA) de la province se trouve à Dano.